# Cui (obiect)

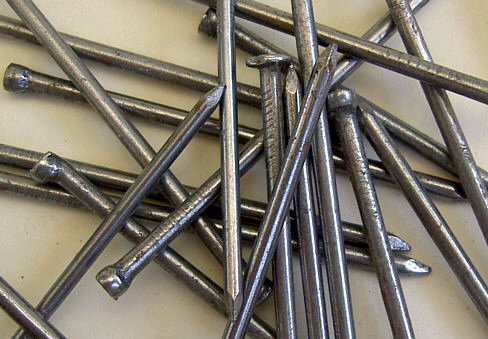
Cuie

Un cui este un obiect mic, cilindric sau în patru muchii, de metal sau de lemn (de cele mai multe ori este cilindric și de metal), având un vârf ascuțit, cu care se fixează între ele diferite piese sau care se bate în zid, în lemn sau în alt material penetrabil pentru a servi ca suport sau pentru alt scop, de exemplu ca ornament. Cuiele mai lungi de 15 cm sunt numite piroane, cum sunt cele folosite la montarea șinelor de cale ferată. Diametrul acestora crește odată cu lungimea.